# Sucu Sucu
Sucu Sucu è un brano musicale scritto e interpretato dal cantautore boliviano Tarateño Rojas, pubblicato nel 1959 e in seguito ripreso da molti artisti internazionali.
La canzone è diventata ancora più popolare in tutto il mondo una volta scelta come sigla di Top Secret, una serie TV degli anni '60, interpretata da Laurie Johnson e dalla sua orchestra.

## Cover
- Nel 1960 venne incisa in francese, con il titolo Le soukou-soukou e il testo scritto da Fernand Bonifay, da Laura Villa[2] e da Lys Assia[3]; con lo stesso titolo ma il testo di Albert Ferreri fu incisa l'anno successivo da Bob Azzam[4].

- Nel novembre 1960 Sucu Sucu venne incisa da Caterina Valente nell'EP Poker d'assi[5]

- Sempre nel 1960 fu incisa da Ping Ping[6]

- Nel 1961 venne incisa in inglese da Nat King Cole con il titolo Step Right Up (And Say You Love Me)[7]

- Nel 2022 è stata incisa da Cristiano Malgioglio e pubblicata come singolo.